# Chamblanc
Chamblanc település Franciaországban, Côte-d’Or megyében. Lakosainak száma 464 fő (2022. január 1.). Chamblanc Pagny-la-Ville, Seurre, Labruyère, Lanthes és Pagny-le-Château községekkel határos.

## Népesség
A település népességének változása:
| Lakosok száma | 406  | 442  | 397  | 492  | 485  | 476  | 459  | 464  | 467  | 464  |
|               | 1968 | 1982 | 1990 | 2006 | 2013 | 2015 | 2017 | 2019 | 2020 | 2022 |